# TV-året 1957

## Händelser

### Januari
- 6 januari – Elvis Presley medverkar för sista gången i The Ed Sullivan Show.[1]
- 25 januari – Steve Allen gör sitt sista framträdande som värd för NBC:s The Tonight Show.[2] Han ersätts av Jack Lescoulie, och programmet blir Tonight! America After Dark.[3]

### Juli
- Juli – 23 457 TV-licenser finns i Sverige.[4]

### Augusti
- 9 augusti – Sveriges Radio-TV börjar sända regelbundna väderrapporter fem minuter varje fredag.[5]

### Okänt datum
- Vuxenutbildning i TV inleds i Sverige.[6]

## TV-program

### Sveriges Radio-TV
- 12 januari – Premiär för Kvitt eller dubbelt med Nils Erik Bæhrendtz

## Födda
- 24 september – Viveca Ringmar, svensk journalist och programledare i TV.
- 3 november – Ernst Kirchsteiger, svensk programledare i TV.
- 13 november – Martin Timell, svensk programledare i TV.

### Fotnoter
1. ↑  ”Elvis Presley”. SOFA Entertainment. http://www.edsullivan.com/artists/elvis-presley. Läst 17 juli 2015.
2. ↑  Bob Karm. ”Steve Allen's Last Tonight Show Appearance on this Date in 1957”. PDX RETRO. http://pdxretro.com/2011/01/steve-allens-last-tonight-show-appearance-on-this-date-in-1957/. Läst 17 juli 2015.
3. ↑  ”Jack Lescoulie-Hollywood Star Walk”. Los Angeles Times. http://projects.latimes.com/hollywood/star-walk/jack-lescoulie/. Läst 17 juli 2015.
4. ↑  100 år med Aftonbladet – Titta... på Hajen ...och Ria...och Hyland, 1999
5. ↑  John Pohlmans blogg 21 november 2010 - TV-väder historik del 9 Arkiverad 15 december 2010 hämtat från the Wayback Machine.
6. ↑  20:e århundrades När Var Hur - Etermedier, Bernt Himmelstedt, Forum, 1999